# Queda do Cessna 206 na Amazónia colombiana em 2023
A queda do Cessna 206 na Amazónia colombiana foi um acidente aéreo envolvendo uma avioneta Cessna 206 em 1º de maio de 2023 na selva amazónica, no departamento de Caquetá, na Colômbia. Três dos ocupantes, o piloto, co-piloto e uma passageira, morreram no impacto, tendo os outros quatro passageiros, crianças entre 11 meses e 13 anos, filhas da passageira vitimada, sobrevivido por mais de cinco semanas na floresta, antes de serem resgatados pelas autoridades colombianas.

## Acidente
sO Cessna 206 voava de Araracuara, uma comunicade remota do departamento do Amazonas, para San José del Guaviare. Poucos minutos após a descolagem o piloto reportou problemas, dizendo "Mayday, Mayday, Mayday, 2803, Mayday, Mayday, Mayday, tenho o motor no mínimo, vou procurar um campo”. O avião se estabilizou, mas cerca de uma hora depois voltou a ter problemas, com o piloto repetindo "Mayday, Mayday, Mayday, 2803, 2803. O motor falhou novamente. Vou procurar um rio. Eu tenho um rio à direita". A aeronave em seguida desapareceu dos radares.
Segundo dados preliminares, o avião caiu sobre as árvore e embicou, caindo depois de frente. As crianças que estavam sentadas nos assentos de trás foram menos atingidas com o impacto.

### Vítimas
O avião era pilotado por Hernando Murcia Morales e os passageiros eram Herman Mendoza Hernández, diretor da da Fundação Yetara dos Profissionais Indígenas, e Magdalena Mucutuy Valencia, mãe das quatro crianças posteriormente resgatadas. Todos os adultos morreram no acidente. Os sobreviventes foram Lesly Mucutuy, de 13 anos, Soleiny Mucutuy, de 10 anos, Tien Noriel Ronoque Mucutuy, de 4 anos, e Cristian Neriman Ranoque Mucutuy, de um ano.

## Sobrevivência e resgate
As crianças foram resgatadas em 09 de junho de 2023, data em que já estavam perdidas na selva há 40 dias. 